# Algèbre sur un anneau
Pour les articles homonymes, voir Algèbre (homonymie).
En mathématiques, et plus précisément en algèbre générale, une algèbre sur un anneau commutatif A est une structure algébrique qui se définit comme suit :
(E, A, +, ∙, ×) est une algèbre sur A, ou  une A-algèbre, si :
1. (E, +, ∙) est un module sur A ;
2. la loi de composition interne ×, de E × E dans E, est bilinéaire.

## Définitions
Soient A un anneau commutatif et E un module sur A muni d'une loi de composition interne {\displaystyle \times :E\times E\to E,(x,y)\mapsto x\times y}. Si cette opération binaire est bilinéaire, ce qui signifie que pour tous {\displaystyle x,y,z\in E\,} (éléments du module) et pour tout {\displaystyle a\in A} (scalaires), ces identités sont vraies :
- {\displaystyle (x+y)\times z=(x\times z)+(y\times z)~;}
- {\displaystyle x\times (y+z)=(x\times y)+(x\times z)~;}
- {\displaystyle (a\cdot x)\times y=a\cdot (x\times y)=x\times (a\cdot y),}

alors E est une algèbre sur A. On dit aussi que E est une A-algèbre où A est la base de l'algèbre E. L'opération bilinéaire est appelé la multiplication dans l'algèbre E. 
Lorsque la loi de composition interne est commutative, on parle d'algèbre commutative. Quand il y a un élément neutre, on parle d'algèbre unitaire. 
Lorsque A est  un corps commutatif, (E,+,.) est un espace vectoriel sur A.
Un morphisme entre deux A-algèbres E et F est un morphisme {\displaystyle \,f\,:\,E\to F} pour les lois internes (addition et multiplication) et le produit par des scalaires :
pour tous {\displaystyle x,y\in E} et tout {\displaystyle a\in A}. 
Un morphisme est un isomorphisme si et seulement s'il est bijectif (son inverse est alors automatiquement un morphisme d'algèbres). Deux A-algèbres sont dites isomorphes s'il existe un isomorphisme de A-algèbres de l'une vers l'autre.

## Exemples
- On trouve un grand nombre d'exemples d'algèbres dans les algèbres associatives, celles pour laquelle la seconde loi interne est associative. C'est ainsi le cas des anneaux {\displaystyle \mathbb {Z} /n\mathbb {Z} } et des pseudo-anneaux {\displaystyle n\mathbb {Z} } qui sont des {\displaystyle \mathbb {Z} }-algèbres. Dans cette grande famille des algèbres associatives, on trouve aussi des ensembles qui sont munis de deux lois internes qui font d'eux des anneaux et d'une loi externe qui en font des espaces vectoriels sur un corps ou des modules sur un anneau. C'est le cas de l'ensemble des matrices carrées de dimension n sur un anneau ou de l'ensemble des polynômes sur un anneau.

- Parmi les algèbres non associatives, on peut citer :
  - les algèbres de Lie qui sont des algèbres non associatives sur un corps ;
  - pour un anneau {\displaystyle A}, la {\displaystyle A}-algèbre non associative {\displaystyle (A^{3},+,\cdot ,\wedge )} où {\displaystyle \cdot } est la multiplication externe et {\displaystyle \wedge } le produit vectoriel.